# Choe Hyeong-min
Choe Hyeong-min (* 15. April 1990) ist ein südkoreanischer Bahn- und Straßenradrennfahrer.

## Sportliche Laufbahn
Choe gewann 2008 bei den Asienmeisterschaften in Nara in der Juniorenklasse die Goldmedaille im Einzelzeitfahren, im Straßenrennen gewann er Bronze. 2010 errang er bei den Asienspiele Gold im Einzelzeitfahren und wurde Asienmeister im Scratch. 2014 sowie 2015 wurde er jeweils Dritter der Asienmeisterschaften im Einzelzeitfahren, 2017 und 2018 asiatischer Vizemeister. Bis 2020 wurde er fünf Mal nationaler Meister im Einzelzeitfahren.

## Erfolge

### Straße
2008
- Asienmeister – Einzelzeitfahren (Junioren)
- Asienmeisterschaft – Straßenrennen (Junioren)

2010
- Asienspiele – Einzelzeitfahren

2011
- Südkoreanischer Meister – Einzelzeitfahren

2014
- Asienmeisterschaft – Einzelzeitfahren

2015
- Asienmeisterschaft – Einzelzeitfahren

2016
- Bergwertung Tour de Korea
- Südkoreanischer Meister – Einzelzeitfahren

2017
- Asienmeisterschaft – Einzelzeitfahren
- Südkoreanischer Meister – Einzelzeitfahren

2018
- Asienmeisterschaft – Einzelzeitfahren
- eine Etappe Tour de Korea

2019
- Südkoreanischer Meister – Einzelzeitfahren

2020
- Südkoreanischer Meister – Einzelzeitfahren

2025
- Südkoreanischer Meister – Einzelzeitfahren

### Bahn
2010
- Asienmeister – Scratch